# Ivyah
Ivyah, Mount Lang – góra w kanadyjskim terytorium Terytoria Północno-Zachodnie, w paśmie Gór Richardsona (67°50′13″N, 135°39′28″W), o wysokości ok. 1106 m (tj. 3302 ft) n.p.m. Nazwa Ivyah w języku Gwichʼin oznacza „coś przepłynęło” i została oficjalnie uznana na podstawie Gwichʼin Place Name Proposal 21 czerwca 2013, natomiast nazwa Mount Lang nadana została na cześć handlarza i polityka samorządowego Knuta Langa na wniosek mieszkańców Aklaviku i Inuviku. Okolice gór Ivyah i Chigwaazraii to obszar zapoczątkowanych w 2018 badań nad owcą jukońską.